# 어쌔신 크리드 (비디오 게임)
어쌔신 크리드 E3 2007 시연 동영상 - 게임 트레일러즈
《어쌔신 크리드》(Assassin's Creed)는 유비소프트 몬트리올이 개발하고 유비소프트가 발행하는 액션 어드벤처 게임으로, 2007년 11월 플레이스테이션 3와 엑스박스 360으로, 2008년 초 PC로 발매됐다.

## 개요
게임은 제3차 십자군 원정이 일어난 1191년을 배경으로 하고 있다. 주인공은 데스몬드 마일즈로, 앱스테르고라는 의문의 집단에게 납치된 상태이다. 데스몬드는 애니머스라는 기계로 암살단파(Assassin)의 일원인 알테어(الطائر, 아랍어로 '하늘을 나는 자'를 의미, 풀네임 알타이르 이븐 라 아하드, aṭ-ṭāʾir ibn lā ʾaḥad, 아랍어: الطائر بن لا أحد)의 기억을 체험하게 되며, 알테어의 목표는 십자군의 주요 인물을 찾아서 암살하는 것이다. 그의 목표는 아홉 명으로, 모두 실제 역사 속에서 1191년에 죽었거나 모습을 감춘 지도자들이다.
알테어는 예루살렘, 아크레, 다마스쿠스의 세 도시를 여행하게 되는데, 플레이어는 그런 역사적인 도시들 속에서 풍부하게 상호 작용할 수 있다. 인파 속을 걸어가면 사람들과 부딪히기도 하며, 그들이 주인공의 행동에 적절한 반응도 한다. 또한 도시의 거의 모든 건물과 구조물들에 올라탈 수 있어, 이를 이용해 플레이어만의 방법으로 암살을 행할 수 있다.

## 소설 전개
《어쌔신 크리드》는 뉴욕 타임즈의 스티븐 반즈에 의해 삼부작 소설로 전개될 예정이었으나, 일부 실존 암살자 집단의 항의로 인해 계획이 현재 전면적으로 중지된 상태이다. 이 소식은 스티븐 반즈의 개인 블로그에 공지되었다.

## 시미터 엔진
《어쌔신 크리드》의 개발에 사용되는 시미터 엔진은 유비소프트가 PC, 플레이스테이션 3, 엑스박스 360용으로 만든 게임 엔진이다. 《어쌔신 크리드》 외에도 다른 유비소프트 게임이 이 엔진을 사용하여 개발되고 있다.

## 평가
| 평가 |                                        |
| --- | -------------------------------------- |
| 통합 점수 통합사 점수 게임랭킹스 (X360) 82.92% [ 7 ] (PC) 79.87% [ 8 ] (PS3) 79.30% [ 9 ] 메타크리틱 (PS3) 81/100 [ 10 ] (X360) 81/100 [ 11 ] (PC) 79/100 [ 12 ] 평론 점수 평론사 점수 1UP.com 7.0/10 유로게이머 7/10 패미츠 37/40 게임 인포머 9.5/10 게임스팟 9/10 게임스레이더+ 10/10 게임즈TM 4/5 IGN 7.5/10 [ 13 ] OXM (US) 8.5/10 PSM 5/5 |                                        |
| 통합 점수 |                                        |
| 통합사 | 점수                                   |
| 게임랭킹스 | (X360) 82.92% (PC) 79.87% (PS3) 79.30% |
| 메타크리틱 | (PS3) 81/100 (X360) 81/100 (PC) 79/100 |
| 평론 점수 |                                        |
| 평론사 | 점수                                   |
| 1UP.com | 7.0/10                                 |
| 유로게이머 | 7/10                                   |
| 패미츠 | 37/40                                  |
| 게임 인포머 | 9.5/10                                 |
| 게임스팟 | 9/10                                   |
| 게임스레이더+ | 10/10                                  |
| 게임즈TM | 4/5                                    |
| IGN | 7.5/10                                 |
| OXM (US) | 8.5/10                                 |
| PSM | 5/5                                    |